# Gustaf Erik Hasselgren
Gustaf Erik Hasselgren, född 15 november 1781 i Stockholm, död där 9 mars 1827, var en svensk konstnär och etsare.

## Biografi
Gustaf Erik Hasselgren var son till politigevaldigern Erik Gustaf Hasselgren och Brita Stina Åman och från 1817 gift med konstnären Anna (Anette) Catharina Åbom. Han studerade från 1798 för Pehr Hilleström vid Konstakademien i Stockholm och tilldelades där en tredje medalj för ett profstycke uti Modellscolan. Redan i akademiens första tryckta förteckning (1798) fanns historiska kompositioner av Hasselgren. Han medverkade i akademiens utställningar och belönades 1803 med akademiens första medalj i silver. Han blev agré 1804 och tilldelades akademiens resestipendium 1806. Han reste först till Berlin där han tvingades stanna i nästan ett år på grund av sjukdom, därefter studerade han tre år i Dresden och ett år i Wien innan han bosatte sig i Italien under fem år. Han slöt sig till den tyska målarkolonien i Rom och blev god vän med Friedrich Overbeck. Han utnämndes till ledamot i Konstakademien 1812 och reste hem till Sverige 1816 för att efterträda Hilleström som professor i figurmåleri. Innehållet i hans målningar var växlande, bibliska, historiska och romantiska ämnen. Hasselgrens färg under hans första period visade en stark dragning till en rödaktig ton. Till hans större arbeten räknas altartavlan Kristi uppståndelse i Jacobs kyrka i Stockholm som han målade i Italien 1816 på beställning från Jacobs församling och Ragnar Lodbrok som beställdes av Karl XIV Johan. Hasselgren är representerad vid Nationalmuseum, Norrköpings konstmuseum och Uppsala domkyrka.

## Verk (urval)
- Adonis mellan Diana och Venus (1812)
- Kristi uppståndelse (1816)
- Ragnar Lodbrok i ormgropen (1818)
- Erik den heliges sista andakt (1823, Nationalmuseum)
- Erik den heliges landstigning i Finland
- De fria konsterna begråta Gustaf III:s död